# Седергамн (комуна)
Комуна Седергамн (швед. Söderhamns kommun) — адміністративно-територіальна одиниця місцевого самоврядування, що розташована в лені Євлеборг на узбережжі Ботнічної затоки.
Седергамн 100-а за величиною території комуна Швеції. Адміністративний центр комуни — місто Седергамн.

## Населення
Населення становить 25 246 чоловік (станом на вересень 2012 року).
| Кількість населення комуни Седергамн за 1970-2010 роки | Кількість населення комуни Седергамн за 1970-2010 роки | Кількість населення комуни Седергамн за 1970-2010 роки | Кількість населення комуни Седергамн за 1970-2010 роки | Кількість населення комуни Седергамн за 1970-2010 роки |
| ------------------------------------------------------ | ------------------------------------------------------ | ------------------------------------------------------ | ------------------------------------------------------ | ------------------------------------------------------ |
| Рік                                                    |                                                        |                                                        | Населення                                              |                                                        |
| 1970                                                   | 1970                                                   |                                                        | 31 867                                                 | 31 867                                                 |
| 1975                                                   | 1975                                                   |                                                        | 32 243                                                 | 32 243                                                 |
| 1980                                                   | 1980                                                   |                                                        | 31 186                                                 | 31 186                                                 |
| 1985                                                   | 1985                                                   |                                                        | 30 288                                                 | 30 288                                                 |
| 1990                                                   | 1990                                                   |                                                        | 29 624                                                 | 29 624                                                 |
| 1995                                                   | 1995                                                   |                                                        | 29 315                                                 | 29 315                                                 |
| 2000                                                   | 2000                                                   |                                                        | 27 675                                                 | 27 675                                                 |
| 2005                                                   | 2005                                                   |                                                        | 26 506                                                 | 26 506                                                 |
| 2010                                                   | 2010                                                   |                                                        | 25 647                                                 | 25 647                                                 |
| Джерело: SCB                                           |                                                        |                                                        |                                                        |                                                        |

## Населені пункти
Комуні підпорядковано 11 міських поселень (tätort) та низка сільських, більші з яких:
- Седергамн (Söderhamn)
- Бергвік (Bergvik)
- Юсне (Ljusne)
- Мармаскуген (Marmaskogen)
- Мармаверкен (Marmaverken)
- Мугед (Mohed)
- Сандарне (Sandarne)
- Седерала (Söderala)

## Міста побратими
Комуна підтримує побратимські контакти з такими муніципалітетами:
- Комуна Ус (Гордаланн), Норвегія
- Пієтарсаан, Фінляндія
- Кунда, Естонія
- Щецінек, Польща

## Галерея

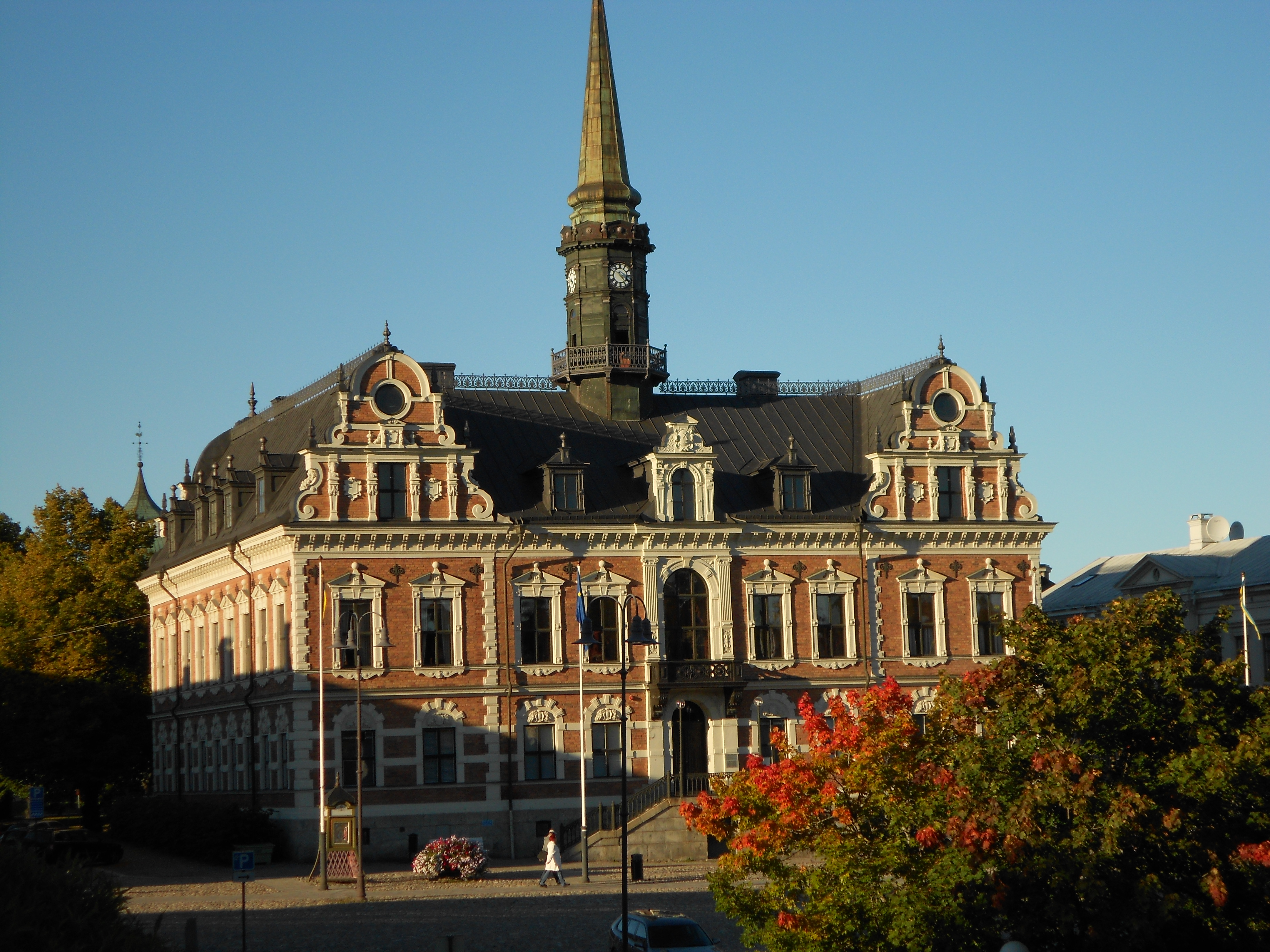
Ратуша (Седергамн)
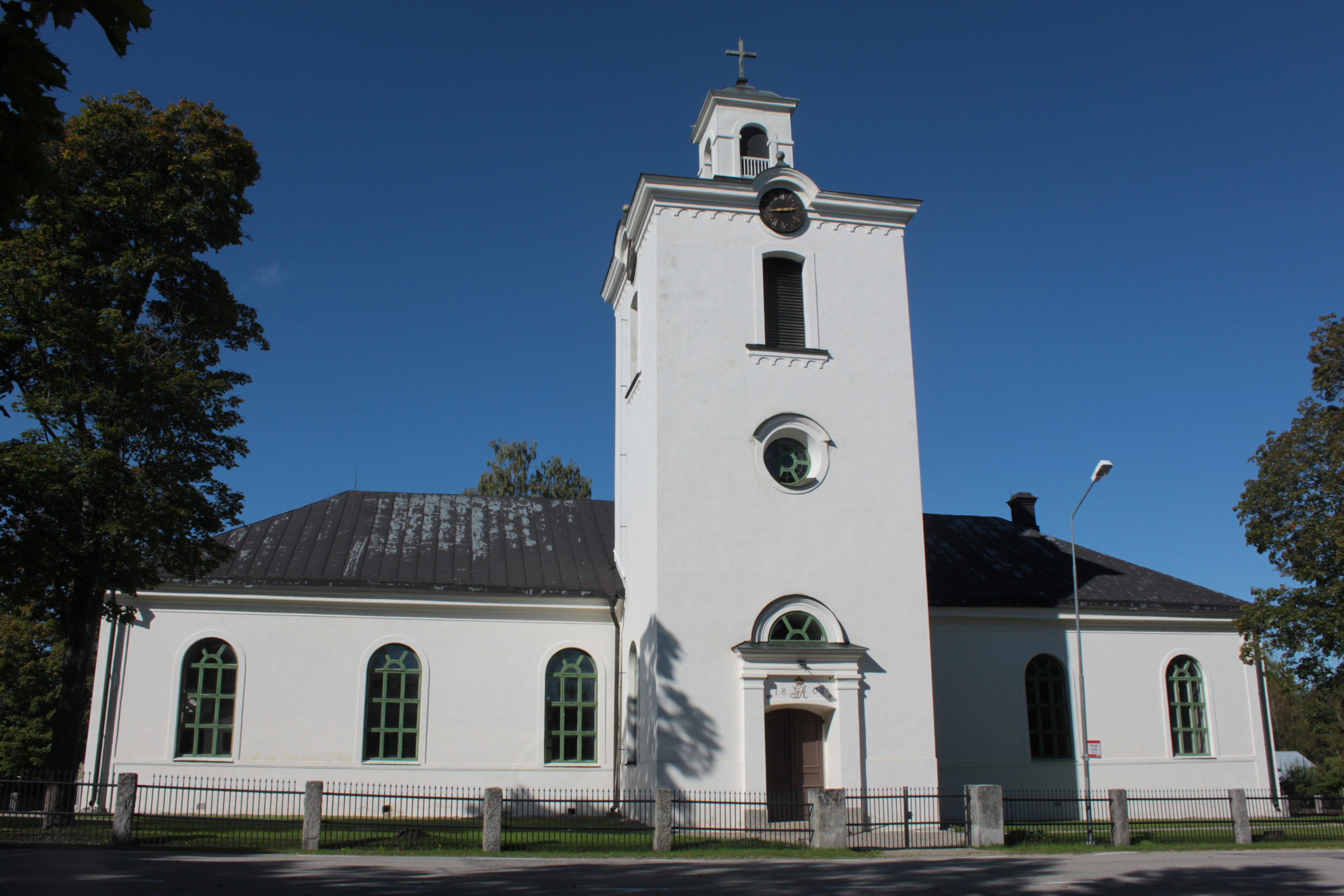
Церква (Скуг)
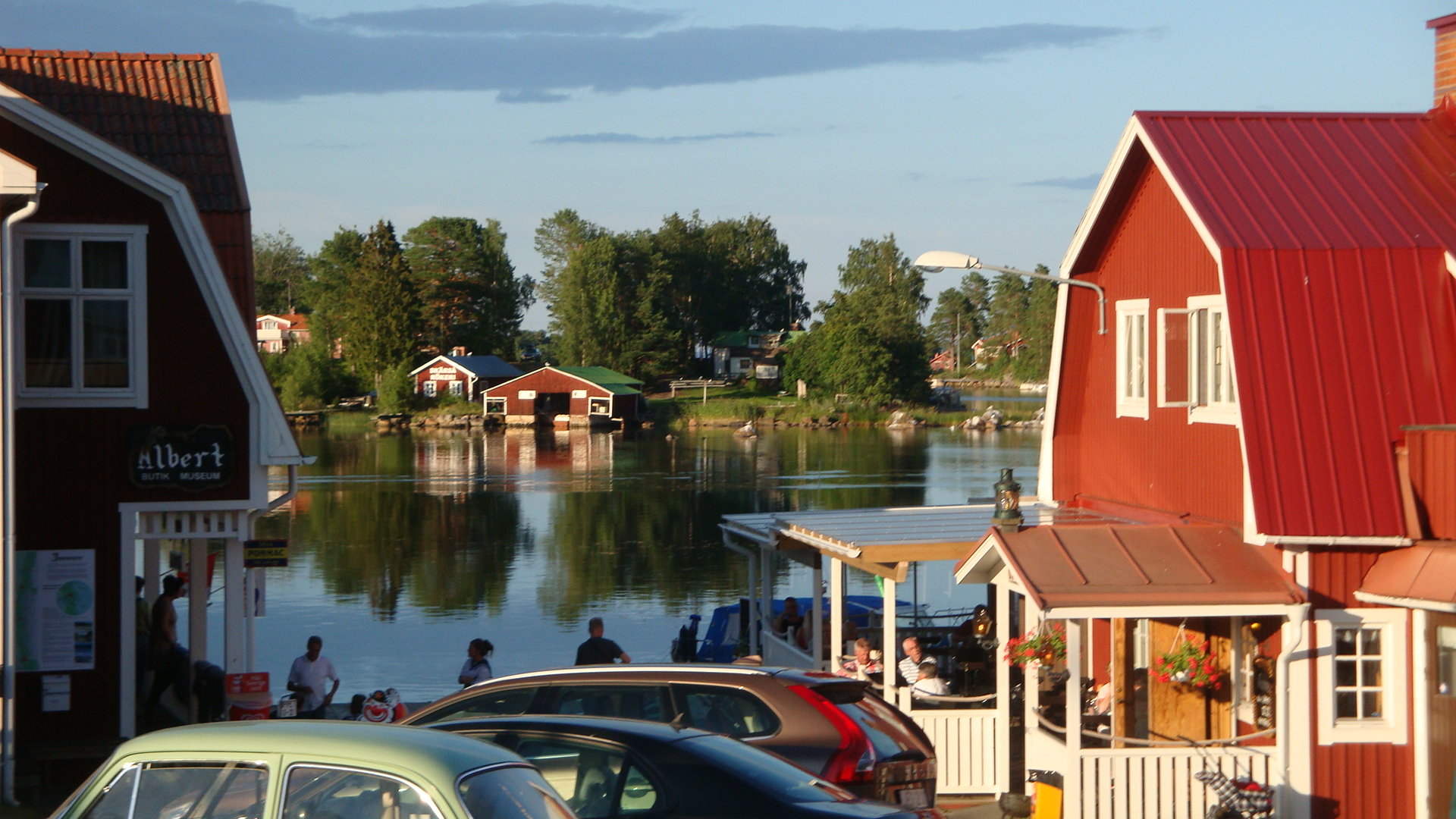
Містечко Норрала
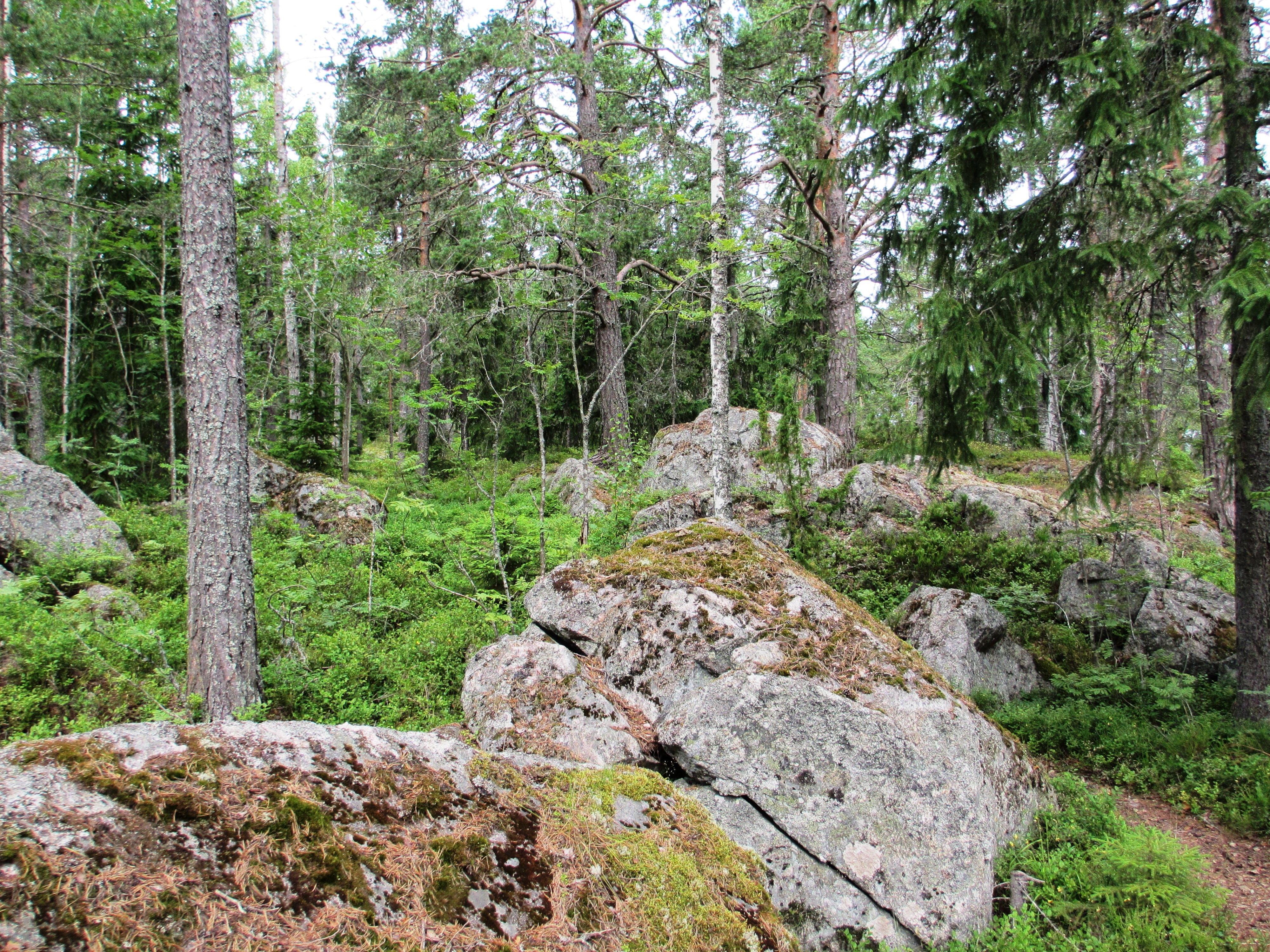
Гора Вестра-Бергет

## Виноски
1. ↑  Folkmangd i riket, lan och kommuner (шв.) . Центральне бюро статистики Швеції. Архів оригіналу за 20 серпня 2013. Процитовано 1 лютого 2013.